# Vellitor centropomus
Vellitor centropomus är en fiskart som först beskrevs av Richardson, 1848.  Vellitor centropomus ingår i släktet Vellitor och familjen simpor. Inga underarter finns listade i Catalogue of Life.